# Paias Wingti
Paias Wingti (né le 2 février 1951) est un homme politique de Papouasie-Nouvelle-Guinée]. Il est quatrième et sixième Premier ministre de Papouasie-Nouvelle-Guinée entre 1985 et 1988, puis de nouveau de 1992 à 1994.

## Biographie
Wingti est issu de la tribu Jika de la province des Hautes-Terres occidentales. Tout en faisant sa dernière année en économie à l'Université de Papouasie-Nouvelle-Guinée, il se présente aux élections de 1977, remportant le siège de Mount Hagen. En 1985, comme chef du Mouvement démocratique populaire (qui a rompu avec le Pangu Party), il devient le plus jeune Premier ministre du Commonwealth of Nations lorsque Michael Somare perd un vote de confiance au Parlement. Julius Chan, qui devient lui-même Premier ministre quelques années plus tard, devient son adjoint. Il est fait conseiller privé en 1987.
En 1987 Wingti revient au pouvoir avec une faible majorité de trois voix. Il annonce une politique étrangère plus indépendante, en essayant d'améliorer les relations avec l'Union soviétique, les États-Unis, le Japon et la Chine. Il perd une motion de confiance en 1988 avec des changements dans sa coalition fragile et est remplacé par Rabbie Namaliu, le nouveau chef du Parti Pangu, mais Wingti revient une nouvelle fois au pouvoir en 1992. Son second mandat est marqué par une escalade de troubles dans la province de Bougainville et il est évincé par Julius Chan en août 1994. Wingti continue à siéger au parlement mais cette fois pour la province des Hautes-Terres occidentales au Parlement national de Papouasie-Nouvelle-Guinée en 1995.
Wingti est gouverneur de la province des Hautes-Terres occidentales de 1995 à 1997, quand il est défait à la réélection par le père Robert Lak. Il retourne au Parlement en 2002, battant Lak pour regagner son siège et le gouvernorat. Il remporte ensuite la direction du Mouvement démocratique du peuple de Mekere Morauta, predu après sa défaite, en 2007. Toutefois, il est battu dans sa tentative de réélection aux élections de 2007, perdant face à l'ancien militant étudiant Tom Olga.